# Wzgórza mają oczy (film 2006)
Wzgórza mają oczy (ang. The Hills Have Eyes, 2006) – amerykański horror z 2006 roku w reżyserii Alexandre'a Aja. Remake filmu Wesa Cravena z 1977 roku pod tym samym tytułem, opowiadający historię amerykańskiej rodziny, która postanawia wybrać się na wycieczkę po kraju. Nieszczęśnicy trafiają w ręce rodziny kanibali.
Reżyserii filmu podjął się Francuz Alexandre Aja, twórca horroru Blady strach (2003). Film był pierwszym hollywoodzkim projektem reżysera. Zdjęcia kręcono w marokańskim Warzazat.
Zyski z wydania filmu były umiarkowane: na całym świecie zarobił on 69 623 713 dolarów.

## Obsada
| Aktor                     | Rola            |
| ------------------------- | --------------- |
| Aaron Stanford            | Doug Wood       |
| Ted Levine                | Duży Bob        |
| Kathleen Quinlan          | Ethel           |
| Vinessa Shaw              | Lynn            |
| Emilie de Ravin           | Brenda          |
| Dan Byrd                  | Bobby           |
| Robert Joy                | Lizard          |
| Ezra Buzzington           | Goggle          |
| Gregory Nicotero          | Cyst            |
| Maxime Giffard            | Pierwsza ofiara |
| Ivana Turchetto           | Duża Mama       |
| Desmond Askew             | Duży Mózg       |
| Laura Ortiz               | Ruby            |
| Maisie Camilleri Preziosi | Baby Catherine  |
| Michael Bailey Smith      | Pluto           |